# Nkosingiphile Ngcobo
Nkosingiphile Nhlakanipho Ngcobo (Pietermaritzburg, 16 novembre 1999) è un calciatore sudafricano, centrocampista del Kaizer Chiefs.

## Caratteristiche tecniche
È un centrocampista offensivo.

## Carriera

### Club
Cresciuto nel settore giovanile del Kaizer Chiefs, debutta in prima squadra il 9 marzo 2019 in occasione dell'incontro di Premier Division vinto 1-0 contro il Durban City.

### Nazionale
Nel 2019 ha giocato 5 partite nella nazionale sudafricana Under-20.
Nel 2021 viene convocato dalla nazionale olimpica sudafricana per prendere parte alle Olimpiadi di Tokyo. Debutta il 22 luglio in occasione dell'incontro perso 1-0 contro il Giappone.

## Statistiche
Statistiche aggiornate al 26 luglio 2021.

### Presenze e reti nei club
| Stagione        | Squadra         | Campionato      | Campionato | Campionato | Coppe nazionali | Coppe nazionali | Coppe nazionali | Coppe continentali | Coppe continentali | Coppe continentali | Altre coppe | Altre coppe | Altre coppe | Totale | Totale | Totale |
| Stagione        | Squadra         | Comp            | Pres       | Reti       | Comp            | Pres            | Reti            | Comp               | Pres               | Reti               | Comp        | Pres        | Reti        | Pres   | Reti   |        |
| --------------- | --------------- | --------------- | ---------- | ---------- | --------------- | --------------- | --------------- | ------------------ | ------------------ | ------------------ | ----------- | ----------- | ----------- | ------ | ------ | ------ |
| 2018-2019       | Kaizer Chiefs   | PD              | 2          | 0          | CS              | 0               | 0               |                    | -                  | -                  |             | -           | -           | 2      | 0      |        |
| 2019-2020       | Kaizer Chiefs   | PD              | 2          | 0          | CS              | 0               | 0               |                    | -                  | -                  |             | -           | -           | 2      | 0      |        |
| 2020-2021       | Kaizer Chiefs   | PD              | 25         | 4          | CS+MTN8         | 1+3             | 0               | CCL                | 11                 | 0                  |             | -           | -           | 40     | 4      |        |
| Totale carriera | Totale carriera | Totale carriera | 29         | 4          |                 | 4               | 0               |                    | 11                 | 0                  |             | -           | -           | 44     | 4      |        |

## Palmarès

### Club

#### Competizioni nazionali
- Coppa del Sudafrica: 1

Kaizer Chiefs: 2024-2025